# Nel Linssen
Nel Linssen (Mook, 4 oktober 1935 – Nijmegen, 1 augustus 2016) was een Nederlands beeldend kunstenaar, actief als textielkunstenaar en sieraadontwerper.

## Biografie
Linssen is opgeleid aan de Academie voor Beeldende Kunsten in Arnhem, waar zij in 1956 eindexamen deed. Aanvankelijk vervaardigde Linssen glas-in-loodramen, mozaïeken en wandkleden, maar midden jaren ’80 van de twintigste eeuw legde zij zich na enig experimenteren toe op armbanden, halssieraden en gebruiksvoorwerpen van gevouwen afwasbaar papier, waarin structuur, eenvoud en ritmiek een hoofdrol spelen.
In Galerie Marzee te Nijmegen werden de eerste armbanden van papier al gauw gezien door Marjan Unger, die er een 'signalement' over schreef in het tijdschrift Bijvoorbeeld. Daarmee was de naam van Linssen als sieraadontwerper gevestigd.
Linssen overleed op 80-jarige leeftijd en werd begraven op Begraaf- en Gedenkpark Heilig Land Stichting.